# Polskie Towarzystwo Emigracyjne
Polskie Towarzystwo Emigracyjne – organizacja społeczna działająca w latach 1908-1939. Zostało utworzone w Galicji. Stawiało sobie za cel opiekę nad polskim wychodźstwem i podtrzymywanie związków emigrantów z krajem. Swoją działalność prowadziło poprzez inicjowanie i wspieranie pomocy socjalnej dla Polaków poza granicami kraju. Wspierało też działalność kulturalno-oświatową środowisk polonijnych.
Naczelnym dyrektorem PTE był Józef Okołowicz. Działalność PTE przerwał wybuch I wojny światowej w 1914.